# Maison d'Al-Ghâzi
 (décembre 2019).
- Si vous ne connaissez pas le sujet, laissez ce bandeau (vous pouvez alors contacter les auteurs).
- Si vous supprimez le contenu mis en cause (vous pouvez préalablement contacter les auteurs),

argumentez précisément cette suppression dans la page de discussion
(un manque de référence n'est pas un argument ; une recherche réelle de référence doit avoir été effectuée, être formellement documentée).
Au Maroc, la maison d'Al-Ghâzi (عائلة الغازي en arabe, prononcé [ʿā'ilâ Alghâzi]).[pas clair]
Issue de la maison des Saadiens, ou plus précisément du rameau des Shâabi[Interprétation personnelle ?], la branche succède en Maroc aux Wattassides à la suite des victoires des Saadiens durant La bataille de Mazagan (El Jadida) en 1562.
La branche d’Al-Ghâzi, dite au Al-Ghâziyoun, est issue de Sidi Mohamed Al-Shâabi, chevalier d’Azarif (1513-1562)[Interprétation personnelle ?], petit-fils du Chevalier de Grenade[Interprétation personnelle ?] Moulay Yedder ibn Ya'cûb. À la mort de Sidi Mohamed Al-Shâabi, Abdallah el-Ghalib souverain des Saadiens du Maroc 1557-1574, le proclame en 1562 Sidi Al-Ghâzi (maître des conquérants),,